# جيم جاستيس
جيمس كونلي جاستيس الثاني (من مواليد 27 أبريل 1951) هو رجل أعمال أمريكي يعمل في مجالي تعدين الفحم والزراعة، ويشغل منصب الحاكم السادس والثلاثين لولاية فيرجينيا الغربية منذ عام 2017. وهو أغنى رجل في فيرجينيا الغربية بثروة تصل إلى 1.9 مليار دولار أمريكي. ورث عن والده شركات للتنقيب عن الفحم وبنى إمبراطورية تجارية تضم أكثر من 94 شركة، بما في ذلك منتجع ذا غرينبريه الفاخر.
في عام 2015، أعلن جاستيس ترشحهُ لمنصب الحاكم في انتخابات الحاكم في فيرجينيا الغربية لعام 2016. على الرغم من أن جاستيس كان جمهوريًا قبل ترشحه لمنصب الحاكم، فقد ترشح بوصفه ديمقراطيًا وتغلب على المرشح الجمهوري بيل كول. بعد توليه منصبه بأقل من سبعة شهور، عاد جاستيس إلى الحزب الجمهوري بعد إعلانه خططه في اجتماع حاشد مع الرئيس الأمريكي دونالد ترامب في الولاية.

## نشأته
وُلد جيمس كونلي جاستيس الثاني في شارلستون، ابنًا لجيمس كونلي جاستيس وإدنا روث جاستيس (بيري قبل الزواج). نشأ جاستيس في مقاطعة رالي، فيرجينيا الغربية. التحق بجامعة تينيسي في منحة رياضية للغولف، لكنه انتقل إلى جامعة مارشال. في جامعة مارشال، كان قائدًا لفريق ثاندرينغ هيرد للغولف لمدة سنتين. حصل على درجة البكالوريوس والماجستير في إدارة الأعمال من جامعة مارشال.

## مسيرته المهنية
بعد التخرج، دخل جاستيس في مجال الزراعة الخاص بالعائلة. أنشأ مزارع بلوستون في عام 1977، والتي تدير 50 ألف فدان (20 ألف هكتار) من الأراضي الزراعية، وهي المنتِج الرئيسي للحبوب على الساحل الشرقي في الولايات المتحدة. طوّر خلال ذلك الوقت مزرعة ستوني بروك، وهي محمية للصيد وصيد الأسماك تبلغ مساحتها 15 ألف فدان في مقاطعة مونرو. حاز جاستيس على البطولة الوطنية في زراعة الذرة سبع مرات.
بعد وفاة والده في عام 1993، ورث جاستيس عنه ملكية شركة بلوستون للصناعات والفحم. في عام 2009، باع بعض شركات الفحم لشركة روسية اسمها ميتشيل بمبلغ 568 مليون دولار. في عام 2015، وبعد هبوط كبير في سعر الفحم جعل ميتشيل تغلق بعض المناجم، أعاد شراء الشركة بمبلغ 5 ملايين دولار فقط. منذ إعادة شرائه للمناجم من شركة ميتشيل، أعاد جاستيس افتتاح عدة مناجم ووظّف أكثر من 200 عامل من عمال مناجم الفحم. سُلّط الضوء على شركات جاستيس للتعدين على خلفية قضايا تتعلق بانتهاك السلامة وضرائب غير مدفوعة؛ في عام 2016، وصفته الإذاعة الوطنية العامة بأنه «أكبر المجرمين في مجال السلامة المتعلقة بالمناجم» في الولايات المتحدة. زُعم أن جاستيس كان مدينًا للحكومة بملايين الدولارات نتيجة ضرائب متأخرة وغرامات ورسوم تعدين فحم غير مدفوعة: «كانت شركات التعدين مدينة بخمسة عشر مليون دولار في ست ولايات تتضمن ضرائب الممتلكات والمعادن، وضرائب استخراج الفحم وضرائب الخصم من المورد، وضرائب الدخل الاتحادي والإنتاج والبطالة، بالإضافة إلى عقوبات السلامة في المناجم، وذلك وفقًا للسجلات الفيدرالية وسجلات الولاية والمقاطعة». سُويت قضيتان متعلقتان بالديون في عام 2019، ووافقت شركات التعدين الخاصة بجاستيس وعائلته في عام 2020 على دفع خمسة ملايين دولار غرامات متأخرة متعلقة بالسلامة.
وفقًا لتحقيقات غرفة أخبار بروبابليكا، دفع جاستيس أكثر من 128 مليون دولار في المحاكمات والتسويات على ضرائبه غير المدفوعة من قبل شركاته.
تقدر مجلة فوربس ثروة جاستيس بنحو 1.6 مليار دولار. يعمل جاستيس مالكًا أو رئيسًا تنفيذيًا لأكثر من خمسين شركة من ضمنها منتجع ذا غرينبريه في وايت سلفر سبرينغس، ويست فيرجينيا، الذي اشتراه بمبلغ 20.5 مليون دولار أمريكي في عام 2009 ليمنع إفلاسه. يعمل جاستيس حاليًا على بناء مضمار للغولف على قمة جبل مع لاعبي الغولف جاك نيكلوس، وغراي بلير، وَلي تريفينو. كان آرنولد بالمر مشاركًا معهم قبل وفاته في عام 2016.
امتلك جاستيس منذ عام 2014 نحو 70 منجمًا نشطًا في خمس ولايات. تضمنت أعماله الخيرية منح 25 مليون دولار لمعسكر سكوت الوطني لجيمس سي. جاستيس في محمية سكوت الوطنية لعائلة ساميت بيتشل، و5 ملايين لجامعة مارشال، وعشرة ملايين لمؤسسة كليفلاند كلينيك. يتبرع جاستيس بأكثر من مليون دولار في هدايا عيد الميلاد سنويًا من خلال حملة شجرة الأحلام للأطفال (دريم تري فور كيدز).
قبل توليه منصب الحاكم، استقال جاستيس من جميع المناصب التنفيذية التي كان يشغلها في شركاته. عيّن ابنته جيل مديرة لمنتجع ذا غرينبريه، وعيّن ابنه جاي مديرًا لشركاته الخاصة بالتعدين والزراعة. قال إنه سيضع جميع ممتلكاته في استثمار مطلق ولكن العملية ستأخذ وقتًا بسبب تعقيدها. خلال جائحة كوفيد-19 لعام 2020، تلقت شركات جاستيس وعائلته مساعدات تبلغ قيمتها ما بين 11 مليون دولار و24 مليون دولار من خلال برنامج حماية الرواتب. تلقى منتجعه الفاخر، شركة فنادق ذا غرينبريه، قرضًا تتراوح قيمته بين 5 إلى 10 ملايين دولار، لكن الشركة لم تَعد بأنها ستحتفظ بأي موظفين مقابل المساعدة.
بصفته حاكمًا لفيرجينيا الغربية، فإنه مسؤول عن الوكالات الحكومية التي تنظم العديد من شركاته.